# Kumar Shahani
Kumar Shahani (en hindi : कुमार साहनी), né le 7 décembre 1940 à Larkana (Sind) et mort le 24 février 2024 à Calcutta (Bengale-Occidental), est un réalisateur indien. Nom important dans le cinéma indien indépendant, il réalise des films tels que Maya Darpan, Char Adhyay et Kasba, constitutifs du mouvement de la « Nouvelle vague » indienne.

## Biographie
Kumar Shahani naît le 7 décembre 1940 à Larkana (actuel Pakistan) dans le  district du Sindh (Inde indivise). Après la partition du pays, en 1947, la famille de Shahani déménage à Bombay.
Kumar étudie à l'Institut du film et de la télévision d'Inde, notamment sous la tutelle du maître indien Ritwik Ghatak, avec Mani Kaul qui est également devenu célèbre. Il bénéficie d’une bourse du gouvernement français pour des études supérieures en France. Il est inscrit à l'Institut des hautes études cinématographiques de Paris, et se trouve en 1969, aux côtés de Robert Bresson en tant qu’assistant à la réalisation sur le film « Une Femme Douce ». Il est également influencé par Roberto Rossellini, le cinéaste néo-réaliste italien. Mais tout en appréciant le cinéma européen, cela ne signifie pas pour lui « emprunter » : les initiés reconnaissent çà et là un clin d'oeil à ces influences, mais dans son propre style. C’est un genre de signature de ce pionnier de la Nouvelle Vague dans le cinéma indien.
Rentré en Inde, il commence sa carrière de cinéaste avec Maya Darpan en 1972. Le film, basé sur la nouvelle de l'écrivain hindi Nirmal Varma, décrit la vie d'une femme partagée entre l’affection de son amant et l'honneur de son père dans l'Inde féodale. Il rassemble pour ce film une gamme d'artistes indiens : le maestro de flûte Hariprasad Chaurasia, la compagnie de danse Mayurbhanj Chhau, Bansi Chandragupta en est le directeur artistique, Bhaskar Chandavarkar le directeur musical, Vani Jayaram en tant que chanteur, Mahajan en est le directeur de la photographie ; la fusion de la musique classique indienne et de la danse au cinéma est une caractéristique forte des réalisations de Kumar Shahani.
En 1984, Shahani poursuit avec Tarang, avec en vedette les acteurs Shreeram Lagoo, Girish Karnad, Smita Patil et Amol Palekar. Une histoire de lutte des classes au sein d’une famille nantie, mais sur le déclin. Il reçoit pour cette réalisation le prix national du film. L'histoire tournait autour d'un homme d'affaires sans scrupules, qui s’acoquine avec la femme d'un dirigeant syndical.
En 1989, avec Khayal Gatha, Shahani montre la relation du genre Khayal avec la danse classique indienne avec comme principaux interprètes Mita Vashisht et Rajat Kapoor.
L’année suivante, en 1990, Kumar Shahani présente Kasba, un long métrage dans lequel il parle de la fille adoptive (jouée par Mita Vashisht) d'un homme véreux qui prend des mesures lorsque son fils aîné, interprété par Shatrughan Sinha, est arrêté pour contrefaçon.
Son travail est particulièrement reconnu au Festival international du film de Rotterdam, qui diffuse plusieurs de ses films, dont Maya Darpan, le court métrage Var Var Vari, Tarang, Kasba, Bhavantarana dans le genre documentaire et Char Adhyay.
Khayal Gatha se voit récompensé par le prix FIPRESCI à Rotterdam en 1990. En 2019, le Festival international du film de Pingyao (Chine), présente ses œuvres et Shahani y dirige une masterclass.

Kumar Shahani se préoccupe  également d'archivage et de restauration du patrimoine cinématographique de l'Inde. La Film Heritage Foundation (FHF) déclare : 

« […] Kumar Shahani, cinéaste d’avant-garde révolutionnaire, un phare de la “Nouvelle Vague” indienne, et l'un des premiers membres du Conseil consultatif de la FHF, qui croyait profondément à l'importance du travail que nous faisons et du cinéma en tant que forme d'art. Nous avons eu la chance d'avoir enregistré une interview approfondie avec lui devant la caméra dans le cadre de notre projet d'histoire orale, et nous sommes fiers de préserver les archives de l'un des cinéastes les plus inhabituels de l'Inde et d'un véritable artiste. 
Nous espérons être en mesure de restaurer une partie de son travail remarquable à l'avenir »

Il est résident de l'institut d'études avancées de Nantes (France), au dernier trimestre 2015. Une rétrospective lui est consacrée au Festival des trois continents de Nantes en 2015.

La National Film Development Corporation de l'Inde ajoute : 

« […] Kumar Shahani, un cinéaste influent qui a laissé une marque indélébile avec des classiques intemporels. Son impact profond sur le paysage cinématographique persiste, et ses contributions artistiques continuent de résonner au cœur du cinéma indien »

 

L’actrice Mita Vashisht déclare à son propos : 

« Je l'admire en tant qu'être humain et en tant que cinéaste. Il est l'un des plus grands réalisateurs de notre pays. Son intégrité et sa conscience envers la société, l'art, le cinéma, restent inégalées. Ses films étaient inspirants »

Kumar Shahani est marié et père de deux filles. Sa santé décline et il est régulièrement hospitalisé à la suite de difficultés dues à l’âge. Il meurt le 24 février 2024 à 83 ans dans l’hôpital AMRI de Dhakuria, à Calcutta. Sa famille et ses amis ont fait la crémation le lendemain de son décès.

## Filmographie

### Longs métrages
- 1972 : Maya Darpan
- 1984 : Tarang
- 1989 : Khayal Gatha
- 1990 : Kasba
- 1991 : Bhavantarana (documentaire)
- 1997 : Char Adhyay

### Courts métrages
- 1965 : The Glass Pane (film d'étude)
- 1967 : Manmad Passenger
- 1969 : A Certain Childhood (documentaire)
- 1970 : Rails for the World (documentaire)
- 1971 : Object
- 1973 : Fire in the Belly (documentaire)
- 1974 : Montage  (documentaire)
- 1976 : Our Universe (documentaire)
- 1986 : Vaar Vaar Vaari
- 1988 : A Ship Aground
- 1986 : Vaar Vaar Vaari

## Prix
- 1998 : Prix du Prince Claus